# Bartoš Písař
Bartoš, zvaný Písař, (1470 – 6. května 1535) byl městský písař v Praze, autor Kroniky o pozdvižení jedněch proti druhým v obci pražské nazývané též Kronika pražská. Byl zámožným obchodníkem s plátnem se solidním vzděláním a pracoval i jako písař Pražských hor viničných. Patřil k zámožnému stavu Starého města pražského, kde byl vlastníkem několika domů.

## Život
Pražský měšťan známý jako Bartoloměj od sv. Jiljí – Bartoš byl písařem Pražských hor viničných a také zámožný obchodník s plátnem v Praze na Malé Straně. Netajil se svou přízní k Martinovi Lutherovi, a proto byl z Prahy v roce 1524 na několik let vypovězen. Vrátil se zpět v roce 1529.
V letech 1530-1534  napsal kroniku Chronica de seditione et tumultu pragensi 1524 – Kronika o pozdvižení jedněch proti druhým v obci pražské. V tomto díle o tehdejších poměrech ve vedení města obhajoval luteránství.
Podrobně v ní vylíčil dramatické události po roce 1524, kdy v Praze na sebe strhla moc klika staroutrakvisty Jana Paška z Vratu a vládla zde diktátorským způsobem. Jako první český dějepisec opustil chronologický způsob vypravování a události líčí v jejich přirozené pragmatické souvislosti. Kronika je vysoce ceněna pro přesnost uváděných údajů.

## Dochování kroniky a edice
Šimák uvádí patnáct známých rukopisů vzniklých od 16. do začátku 17. století. Kronika byla roku 1601 přepsána od Jeremiáše Groffa Miletínského. Dva rukopisy se nacházejí v Národní knihovně České republiky (Osek 94, XVII.D.5), několik jich je uloženo ve Strahovské knihovně a jinde. Kroniku uveřejnil roku 1851 Karel Jaromír Erben pod názvem Bartošova kronika Pražská od l. p. 1524 až do konce l. 1530. V roce 1907 v rámci Fontes rerum Bohemicarum VI kroniku edičně připravil Josef Vítězslav Šimák.